# 镶边海豚螺
镶边海豚螺是原始腹足目棘冠螺科棘冠螺属的一种。主要分布于中国大陆，常栖息在低潮线。WoRMS認為本物種是棘冠螺（Angaria laciniata Lamarck, 1816）的異名。